# Kolmonen
Die Kolmonen, auch teilweise III divisioona, ist seit 2024 die fünfthöchste Spielklasse der Ligapyramide im finnischen Fußball der Männer. Bis 2023 war sie die vierthöchste Spielklasse.

## Geschichte und Hintergrund
Die Kolmonen wurde 1973 eingeführt. Bis 1995 stand die Liga direkt unter der Verantwortung des nationalen Verbands Suomen Palloliitto, seither wird die Liga von den regionalen Verbänden geführt. Dabei sind für einzelne regionale Ligen zwei Regionalverbände übergreifend zuständig, derzeit gibt es zehn Staffeln. Eine Spielzeit wird wie auch in den höherklassigen Ligen im Kalenderjahr ausgetragen, dabei treten die je nach regionaler Staffel zehn bis zwölf Mannschaften in Hin- und Rückspiel gegeneinander an. Die Meister steigen in die in drei Staffeln ausgetragene Kakkonen auf.